# بوي بوي مارتن
بوي بوي مارتن (بالهولندية: Boy Boy Martin)‏ هو ملاكم كيك بوكسينغ هولندي، ولد في 7 مايو 1985.